# Датская кухня

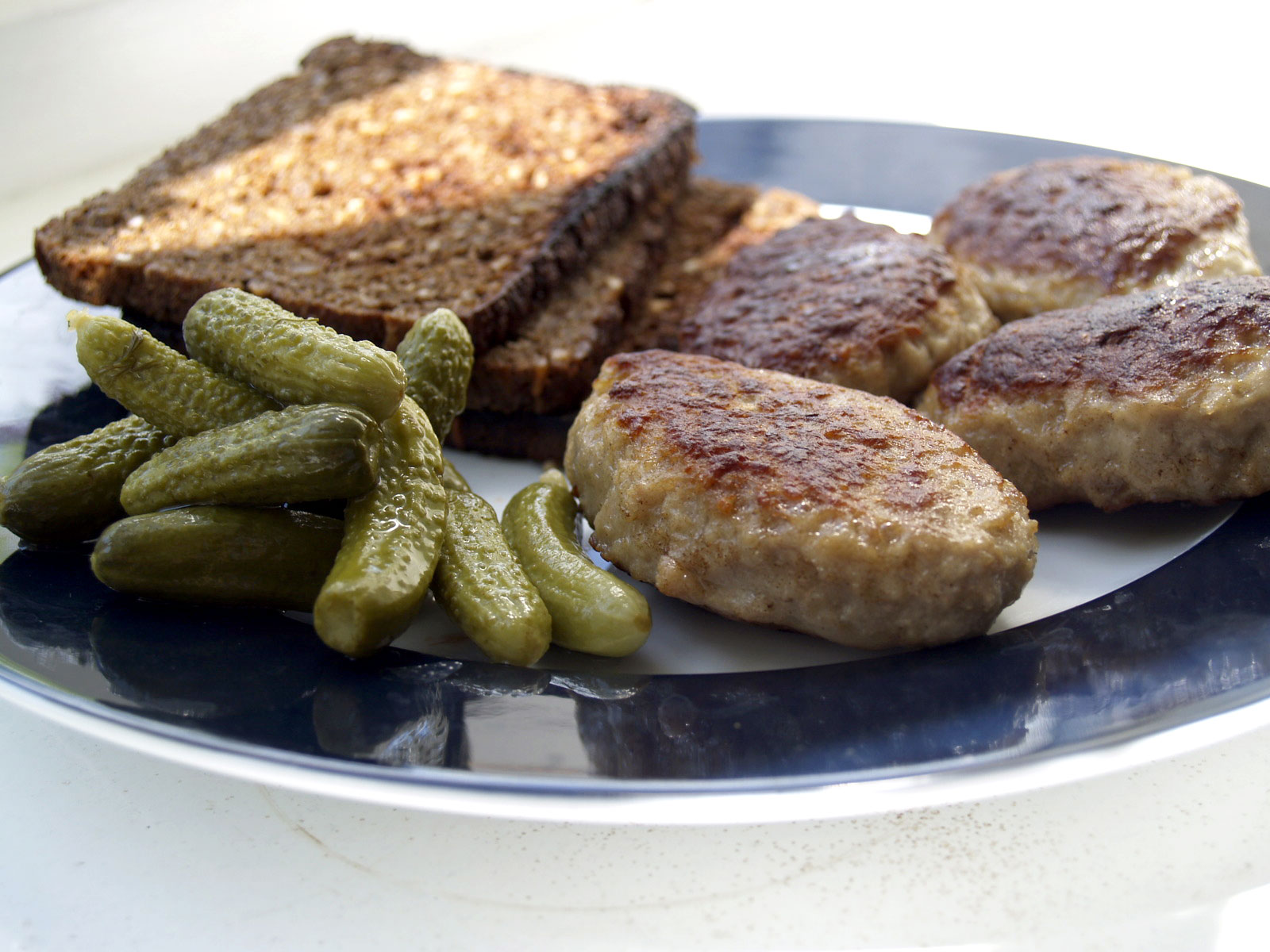
Жареные фрикадельки с чёрным хлебом и маринованными огурчиками

Датская кухня (дат. Det danske køkken) — национальная кухня датчан, вобравшая в себя кулинарные традиции народов Северной Европы, особенно немцев и скандинавов. Простоту, сдержанность и иногда грубоватость датской гастрономической культуры принято объяснять суровыми климатическими условиями открытой всем ветрам равнинной североевропейской страны, расположенной меж двух морей, и датским менталитетом, ставящим во главу угла семейную сплочённость, защищённость и хюгге. Традиционные датские блюда готовят из местного урожая, собранного за короткое лето: капусты, корнеплодов, ржи, рыбы, свинины. Национальное блюдо Дании — стегт флеск, хрустящая жареная свиная пашина с петрушечным соусом. Согласно официальному сайту страны, датская кухня известна на международном уровне прежде всего ржаным хлебом, открытыми бутербродами, фрикадельками и в последние годы новой скандинавской кухней.

## История датской гастрономической культуры
Современная датская кухня по-прежнему сохраняет многие элементы, унаследованные от доиндустриальной эпохи, то есть, до 1860 года, когда её основу составляли в основном продуктовые запасы длительного хранения: пиво, ржаной хлеб и солёное либо копчёное мясо. Популярные поныне блюда того времени — эллебрёд (хлебный суп на безалкогольном пиве с сахаром), вандгрёд (крупяная каша на воде), гороховый суп, эблефлеск (копчёная грудинка, жаренная с яблоками), клипфиск, финкер (блюдо из субпродуктов), кровяная колбаса и грёнлангколь.
С развитием кооперативного движения во второй половине XIX века в Дании возросло потребление молока и картофеля. Благодаря достижениям научно-технического прогресса, в частности, появлению на кухнях плит и мясорубок, датская кухня обогатилась многими новыми блюдами: свиным жарким под коричневым соусом, отварной треской с горчичным соусом, прозрачными супами с мясными, хлебными и мучными клёцками и разнообразными блюдами из рубленого мяса. В этот период также появились такие блюда, как рёдгрёд, фруктовые супы и компоты, а палитру овощных кушаний пополнили тушенная в мучной пассеровке белокочанная и краснокочанная капуста, маринованная свёкла, огуречный салат и отваренные в молоке горох и морковь.
Более крупные изменения в датской кухне произошли в 1960-х годах в связи с общим ростом благосостояния и интернационализацией, когда появились магазины самообслуживания, кухонные электроприборы (холодильники, морозильные камеры) стали доступны частным домохозяйствам, а женщины занялись профессиональной деятельностью. Заметным в новых условиях оказалось американское влияние на датскую гастрономическую культуру, которая восприняла прежде всего неминуемый в современной Дании хот-дог, а также салат-бары, печёный картофель, барбекю, а также готовые блюда из курятины и индюшатины. Из итальянской кухни датчане позаимствовали пиццу, пасту и активное применение томатов. Пищевые продукты, ранее доступные только высшим слоям датского населения, после индустриализации спустились на уровень повседневных и общедоступных: шампиньоны, цыплята, рыбная икра (в Дании преимущественно зубатки), копчёный лосось, утка, а также майонез и другие холодные соусы. Благодаря импорту и новым технологиям устранена сезонная зависимость, и многие продукты питания имеются в продаже круглый год. Будничными для датчан стали экзотические продовольственные товары: баклажаны, авокадо, ананасы, мини-кукуруза, грудки мускусной утки, цукини, королевские креветки, киви и стручковый перец.
1980-е годы стали для датской кухни временем переосмысления собственных традиций и отхода от индустриализации, размывания сезонных различий и иностранного фастфуда. Шеф-повара Эрвин Лаутербах и Ян Хуртикарл взялись за создание оригинальной датской кухни на основе местных овощей и рыбы. За последние три десятилетия датская кухня вернулась к своим корням и переработала старинные рецепты так, чтобы они соответствовали времени. Движущей силой новой скандинавской волны в гастрономии стал датский шеф-повар Клаус Мейер, который вместе со своей командой при содействии учёных обратился к методам приготовления пищи, использовавшимся до индустриализации сельского хозяйства. Отличительной чертой новой скандинавской кухни стали инновации в области применения давно забытых и органических сезонных продуктов.

## Приёмы пищи
После эпохи индустриализации количество приёмов пищи в Дании сократилось с пяти до трёх, и это завтрак, обед и ужин. Датчане предпочитают принимать пищу в компании, а не в одиночку. Идущая от американцев индивидуализация питания в Дании коснулась только завтрака. Датчане обедают обычно вне дома, лёгкий датский обед не занимает и получаса и обычно состоит из смёрребрёдов, которые берут с собой из дома. Обычный датский обед в бюджетной версии может состоять из такого бутерброда с маринованной сельдью или печёночным паштетом. Вечером семьи стараются собраться в полном составе за общим столом на домашний ужин. Ужин основательнее обеда: рыба в различных вариантах, телятина, свинина или говядина, хлеб, сыр и свежие овощи, и в будние дни горячим будет только одно из блюд на ужин, чаще всего, один из многих вариантов мясных блюд из свинины с картофельным гарниром. Приятные чувства в датской концепции хюгге наступают ещё до момента потребления вкусной еды, в процессе её неторопливого и вдумчивого приготовления. Готовые блюда — участь только бессемейных. По датской традиции, перевариванию калорийной и жирной пищи следует помочь глотком настойки Gammel Dansk или ольборгского аквавита. Датчане нередко устраивают дополнительный перекус поздним вечером, а в полночь могут выпить кофе.

## Мясо и рыба

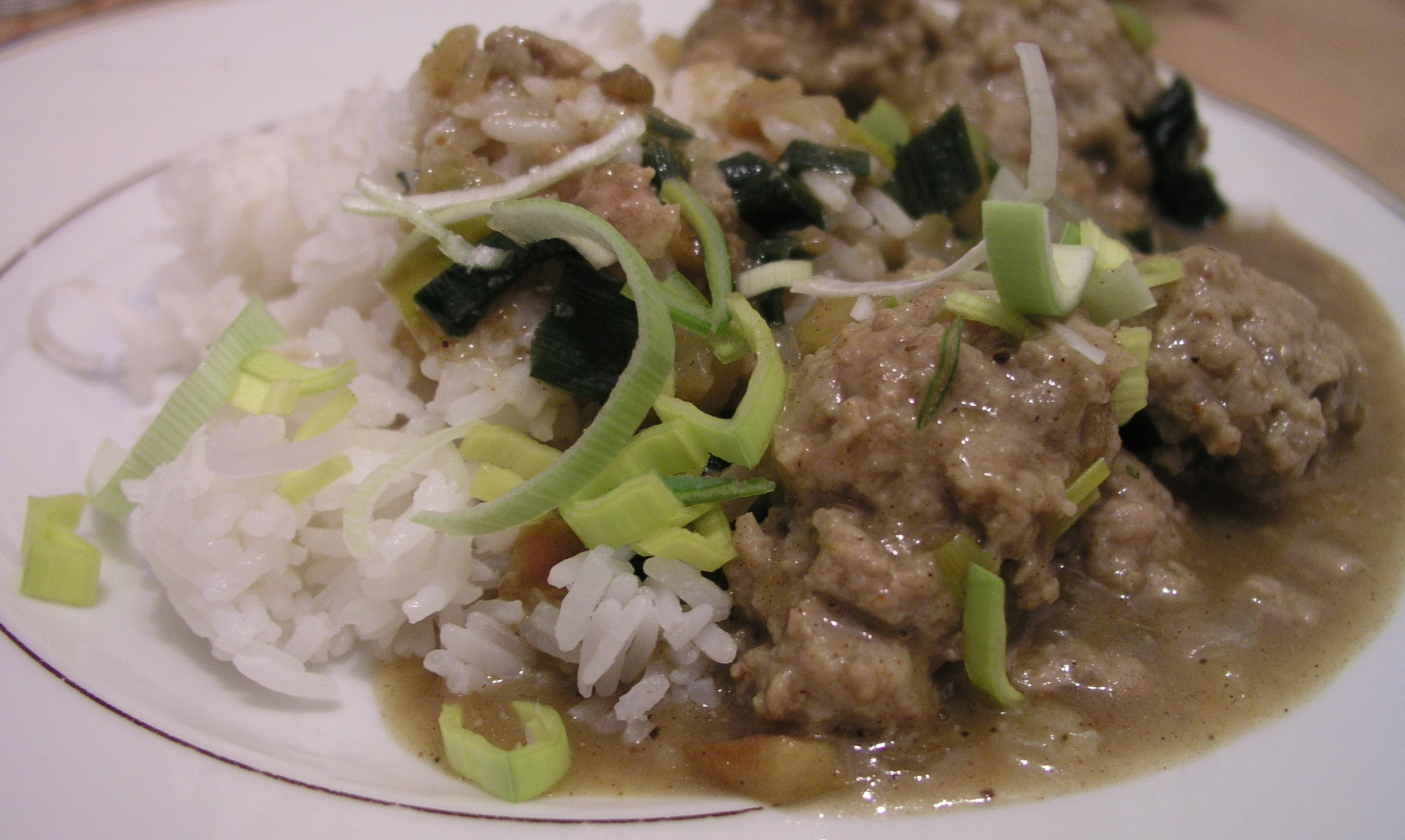
Фрикадельки в соусе карри, сервированные с отварным рисом

Мясо и рыба всевозможных сортов — база датской кулинарии.
Традиционными горячими мясными блюдами являются жареная или запечённая свинина (флескестай), телячьи шницели, маринованная в ананасном соке курица, говяжья отбивная лопатка, жареная печень, свиные рёбрышки в пиве, копчёный бекон, а также вяленая ягнятина. Кроме этого, популярны в стране всевозможные колбаски, фрикадельки и мясные паштеты.
Несмотря на разнообразие мясной пищи, именно дары моря являются основой рациона датчан. Один только лосось подается в нескольких десятках вариантов, не говоря уже о креветках, лобстерах и прочей добыче рыбаков.
Популярные местные рыбные блюда и блюда из морепродуктов: всевозможная копчёная, маринованная и солёная рыба, жареная солёная сельдь, рулетики из угря, камбала по-скагенски, салат-коктейль из креветок, крабы.

## Гарниры и дополнения
В качестве основного гарнира зачастую используются всевозможные овощи, наиболее часто отварной или запечённый картофель, горячая красная капуста, жареный и маринованный лук. В свежем виде на столе часто присутствуют помидоры, белый редис, огурцы и зелень. В отварном виде в салатах употребляют фасоль, морковь, сельдерей, свёклу, цветную капусту, перец, грибы. Очень любят в Дании разные виды хлеба, особенно хлеб домашней выпечки с различными добавками. Из хлеба готовят суп, и даже кашу с пивом — эллебрёд.
Почётом пользуются различные производные коровьего и овечьего молока: сыры, молочные супы, кефир, домашний майонез, творог. Особенно популярна пшеничная каша на сливках.

## Многослойные бутерброды смёрребрёд

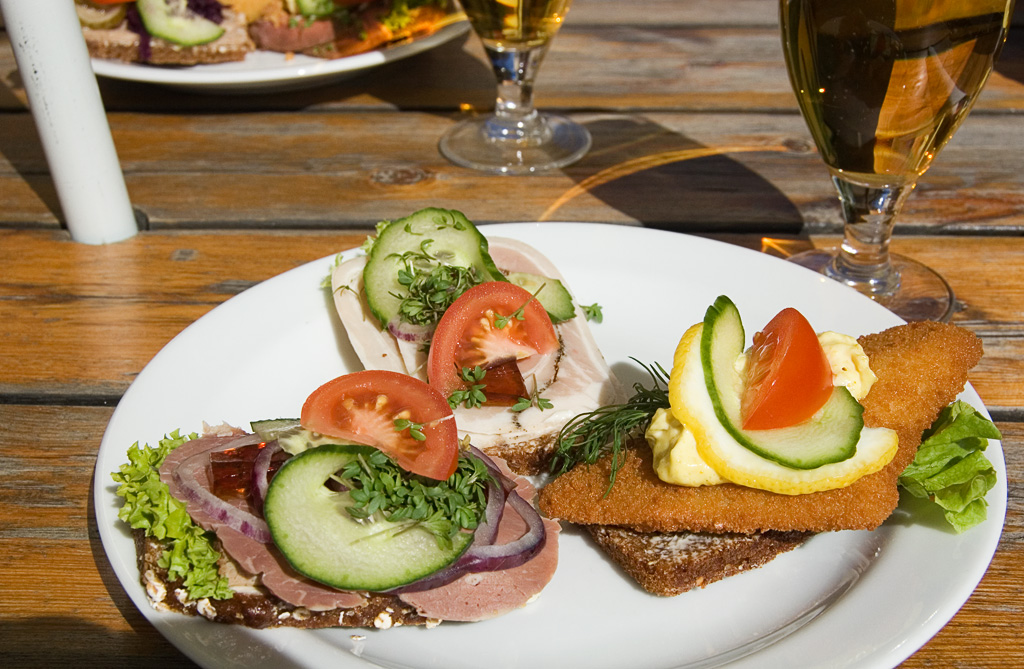
Смёрребрёд

Многослойные сэндвичи — смёрребрёд — с разнообразными комбинированными топпингами — гордость страны и изюминка местной кухни. Таких бутербродов существуют сотни разновидностей, в каждом кафе или доме их готовят по-своему, сочетая огурцы, сельдь, сыр, яйца, лук, масло, бекон, помидоры, паштеты, соусы и. т. д. В высоту такой бутерброд может быть несколько десятков сантиметров, едят его постепенно, снимая слой за слоем.
Во многих городах Дании есть специализированные магазины, торгующие только бутербродами. Существует даже несколько известных ресторанов, специализирующихся именно на смёрребрёд, например, «Коммандантен».

## Сладости и напитки

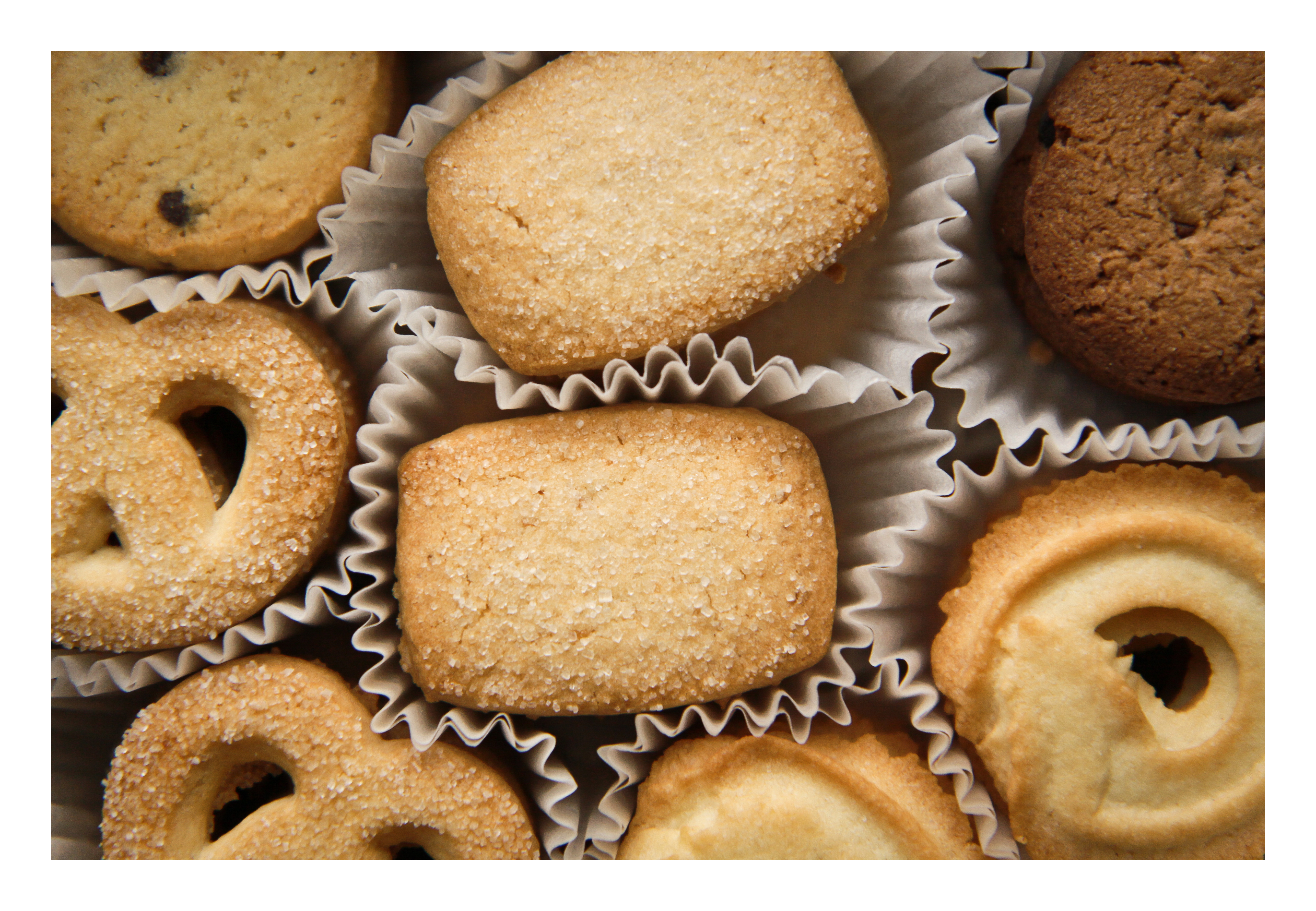
Датское печенье

Многочисленные северные ягоды (клюква, брусника, морошка, малина, ежевика, смородина и др.) часто используются в датской кухне в качестве основы для разнообразных десертов. С ними готовят сладкие соусы, варенья, кисели, компоты, желе. Ягоды добавляют в каши и супы, ими начиняют всевозможные пироги и торты. Классические местные десерты: ягодный суп со сливками и яблочный пирог со смородиновым желе. Очень популярна в стране и разнообразнейшая выпечка, например, пшеничные кексы в сырной крошке, дрожжевые блины, блины или оладьи эблескивер, знаменитые датские булочки, которые в самой стране зовут «венским хлебом» в честь мастеров, впервые приготовивших его здесь в XIX веке. Популярные во всей Европе ромовые шарики также происходят из Дании.
В Дании популярны домашний шнапс на травах, местное пиво и ликёры. По праздникам здесь готовят особое подогретое вино с приправами. Утром практически в каждой семье пьют молоко, зачастую добавляя специи. Коротать вечера современные датчане предпочитают за кофе.